# The Winery Dogs (album)
The Winery Dogs – debiutancki album grupy The Winery Dogs, wydany w 2013 roku.
W Stanach Zjednoczonych album został wydany 23 lipca i w pierwszym tygodniu sprzedał się w liczbie 10 200 egzemplarzy. Dotarł także do 27 miejsca na liście Billboard 200.

## Lista utworów
Opracowano na podstawie materiału źródłowego.
| Nr  | Tytuł utworu      | Słowa         | Muzyka                                     | Długość |
| --- | ----------------- | ------------- | ------------------------------------------ | ------- |
| 1.  | „Elevate”         | Richie Kotzen | Richie Kotzen, Mike Portnoy, Billy Sheehan | 5:02    |
| 2.  | „Desire”          | Richie Kotzen | Richie Kotzen, Mike Portnoy, Billy Sheehan | 3:41    |
| 3.  | „We Are One”      | Richie Kotzen | Richie Kotzen, Mike Portnoy, Billy Sheehan | 4:32    |
| 4.  | „I'm No Angel”    | Richie Kotzen | Richie Kotzen, Mike Portnoy, Billy Sheehan | 4:04    |
| 5.  | „The Other Side”  | Richie Kotzen | Richie Kotzen, Mike Portnoy, Billy Sheehan | 5:41    |
| 6.  | „You Saved Me”    | Mike Portnoy  | Richie Kotzen, Mike Portnoy, Billy Sheehan | 5:13    |
| 7.  | „Not Hopeless”    | Richie Kotzen | Richie Kotzen, Mike Portnoy, Billy Sheehan | 5:05    |
| 8.  | „One More Time”   | Richie Kotzen | Richie Kotzen, Mike Portnoy, Billy Sheehan | 3:36    |
| 9.  | „Damaged”         | Richie Kotzen | Richie Kotzen                              | 3:30    |
| 10. | „Six Feet Deeper” | Richie Kotzen | Richie Kotzen, Mike Portnoy, Billy Sheehan | 4:13    |
| 11. | „Time Machine”    | Richie Kotzen | Richie Kotzen, Mike Portnoy, Billy Sheehan | 4:45    |
| 12. | „The Dying”       | Richie Kotzen | Richie Kotzen, Mike Portnoy, Billy Sheehan | 6:07    |
| 13. | „Regret”          | Richie Kotzen | Richie Kotzen                              | 4:50    |
|     |                   |               |                                            | 1:00:19 |

## Twórcy
Opracowano na podstawie materiału źródłowego.

- Richie Kotzen - wokal prowadzący, wokal wspierający, gitara elektryczna, instrumenty klawiszowe, instrumenty perkusyjne, realizacja nagrań
- Billy Sheehan - gitara basowa, wokal wspierający
- Mike Portnoy - perkusja, instrumenty perkusyjne, wokal wspierający
- Stephen Van Baalen - okładka, oprawa graficzna
- Albert Alforcea - ilustracje
- Paul Logus - mastering
- Jay Ruston - miksowanie
- William Hames - zdjęcia
- Alex Todorov - realizacja nagrań

## Notowania
| Kraj              | Lista                   | Pozycja |
| ----------------- | ----------------------- | ------- |
| Finlandia         | Suomen virallinen lista | 38      |
| Holandia          | MegaCharts              | 85      |
| Japonia           | Oricon                  | 18      |
| Stany Zjednoczone | Billboard 200           | 27      |